# Francisco Soza
Francisco Soza Cousiño (Viña del Mar, 1917 - Santiago, 1993) fue un ingeniero, empresario y dirigente gremial chileno. Se desempeñó como ministro vicepresidente ejecutivo de la Corporación de Fomento de la Producción (Corfo) durante la dictadura militar del general Augusto Pinochet.

## Familia y estudios
Realizó sus primeros estudios en su ciudad natal.
Posteriormente ingresó a la Universidad de Chile donde se tituló como ingeniero civil en 1940.
Casado con Eliana Donoso Montalva, formó una extensa familia de diez hijos y más de cuarenta nietos.

## Carrera profesional
Sus primeras actividades como profesional las desarrolló en la empresa constructora Neut Latour, de la que pasó a ser socio en 1943 y más tarde su presidente.
Tuvo una activa vida gremial, llegando a ser presidente de la Cámara Chilena de la Construcción en dos periodos: de 1963 a 1965 y de 1967 a 1968.
Participó en diversas empresas y realizó numerosas obras a lo largo de su país. También fue director de los bancos de Chile e Hipotecario de Valparaíso.
Entre abril y noviembre de 1975 se desempeñó como ministro vicepresidente ejecutivo de la Corfo, y en ese cargo asumió la responsabilidad de llevar adelante un plan de licitación y privatización de empresas estatales. El proceso permitió la reestructuración de la entidad y sentar las bases de lo que sería su papel durante dicho Gobierno.
En los últimos años de su vida dedicó gran parte de su tiempo, junto a otras actividades empresariales, a la explotación frutícola en la zona de Llaillay, al norte de Santiago.